# Øystein Gaukstad
Øystein Gaukstad (* 2. Juli 1912 in Lillehammer; † 29. Februar 1996 in Eidsvoll) war ein norwegischer Musikwissenschaftler und Bibliothekar.
Gaukstad studierte von 1932 bis 1939 Philologie an der Universität Oslo mit dem Schwerpunkt norwegische und deutsche Geschichte. Seine Hauptarbeit hier war eine Biografie Christian Sindings. Daneben studierte er am Konservatorium Oslo Klavier und Orgel bei Nicolai Dirdal und Arild Sandvold sowie Musiktheorie und Komposition bei Gustav Lange, Karl Andersen und Magne Elvestrand.
1938 wurde er als Volontär an der Universitätsbibliothek Oslo eingestellt. Dort arbeitete er ab 1943 an der Norsk musikksamling (NMS). 1947 erhielt er eine Festanstellung als Musikbibliothekar und Betreuer der Sammlung, von 1974 bis 1981 hatte er die Position des Ersten Bibliothekars inne. Von 1946 bis 1952 war er Vorstandsmitglied des norwegischen Musiklehrerverbandes (Norske Musikklæreres Landsforbund), von 1946 bis 1952 Vorstandsmitglied und bis 1958 Vorsitzender der Osloer Musiklehrervereinigung (Oslo Musikklærerforening).
Mit Knut Thalberg veröffentlichte Gaukstad 1946 einen Artikel unter der Überschrift Was kann man für die norwegische Volksmusik tun?. Unter diesem Motto widmete er sich in den folgenden Jahren der Erschließung von großenteils unzureichend oder gar nicht registriertem volksmusikalischem Quellenmaterial und von Büchern und Artikeln zum Thema. Unter anderem veröffentlichte er Norsk folkemusikk. Ein bibliografi (1951), Melodi- og tekstregister til Catharinus Ellings opptegnelser av folkemusikk (1953), Ludvig Mathias Lindeman. Bibliografi II. Folkemusikk (1972) und Ludvig Mathias Lindemans samling av norske folkeviser og religiøse folketoner (1997).
Zwischen 1943 und 1968 erarbeitete er Bibliografien u. a. zu Edvard Grieg, Ole Mørk Sandvik, Johannes Haarklou, Sparre Olsen, Hjalmar Borgstrøm, Harald Sæverud und David Monrad Johansen. Als Mitglied des Klassikausschusses des Norwegischen Kulturrates lieferte er Beiträge u. a. zu Gurvin und Ankers Musikkleksikon, dem Norsk Allkunnebok und Gyldendals Store Konversasjonsleksikon.